# Korean Broadcasting System
Корейская радиовещательная система (KBS) (кор. 한국방송공사, 韓國放送公社, Han-guk Bangsong Gongsa, Han'guk Pangsong Kongsa) — статутная корпорация. 
Штаб-квартира в Сеуле.

## История
Создана в 1927 году как JODK (Kyeongseong Broadcasting Corporation), в том же году запустила радиостанцию HLKA (HL KoreA), в 1933 году радиостанцию HLSA. 15 августа 1953 года начала вещание международная радиостанция «Голос свободной Кореи» на английском языке. 13 апреля 1961 была запущена русскоязычная версия Голоса свободной Кореи. В 1961 радиостанция была переименована в «Сеульское международное радио» (HCLA), в апреле 1973 — «Радио Кореи», с августа 1994 — «Международное радио Кореи», С 3 марта 2005 — KBS WORLD Radio («Всемирное радио KBS»). В 1966 году частная медиакорпорация TBC (Tongyang Broadcasting Company) запустила телеканал TBC TV и радиостанцию TBC FM. В 1972 году KBS запустила радиостанцию KBS Social Education Radio (ныне - KBS Hanminjok Radio). В 1979 году KBS запустила радиостанцию KBS FM. В 1980 году TBC TV и TBC FM был национализирован и как KBS2 и KBS 2FM были присоединены к KBS, в том же году был запущен телеканал KBS3. В 1981 году KBS запустила радиостанцию KBS Educational Radio. В 1990 году KBS3 и KBS Educational Radio был выведен в отдельную телерадиокомпанию EBS (Educational Broadcasting System - "Образовательная радиовещательная система").   В 2000 году KBS запустила радиостанцию для инвалидов KBS Radio 3.

## Телеканалы и радиостанции

### Основные телеканалы
- KBS1
- KBS2

Доступны через эфирное (цифровое и аналоговое), кабельное, спутниковое телевидение.

### Международные телеканалы
- KBS World

Доступен через спутниковое телевидение.

### Специализированные телеканалы
- KBS1 UHD
- KBS2 UHD
- KBS Prime
- KBS Drama
- KBS N Sports
- KBS Joy
- KBS Kids
- KBS W
- KBS - K Picture Media

Доступны через эфирное (цифровое), кабельное и спутниковое телевидение.

### Основные радиостанции
- KBS Radio 1 - основная
- KBS Radio 2 - музыкальная
- KBS Radio 3 - для инвалидов
- KBS 1FM - классическая музыкальная
- KBS 2FM - молодёжная
- KBS Hanminjok Radio - для северокорейцев

Доступны через эфирное радиовещание (аналоговое на СВ и УКВ) и интернет.

### Международные радиостанции
- Всемирное радио KBS (англ. KBS WORLD Radio) — сеть международных радиоблоков, вещающих на[1]:
  - (Европа, Латинская Америка и Африка)
    - английском
    - французском
    - немецком
    - русском
    - испанском

  - (Азия)
    - арабском
    - китайском
    - японском
    - корейском
    - вьетнамском
    - индонезийском

Доступна через эфирное радиовещание (аналоговое на КВ, русская служба в Москве на СВ), спутниковое телевидение и интернет (подкасты).

### KBS в интернете
KBS имеет свой сайт www.kbs.co.kr на корейском и других языках (на русском языке на сайте http://world.kbs.co.kr/russian).